# 広告宣伝車
広告宣伝車（こうこくせんでんしゃ）は、訴求事項の広告や宣伝を目的に運行や設置する陸上の乗り物である。トラックの架装の側面に広告を提示するほか自転車やリヤカーなど軽車両も用いる。
繁華街などで走行や展示して周囲に広く告知する。音声、映像、動画像なども用いる。「車体広告」と称する。

## 用語
英語は "mobile billboard" で、"mobile" 「可動性のあるもの」は乗り物限定されず広義で人間も含む。
日本語は「モバイルビルボード」「ビルボードモバイル」「移動媒体」がある。
現在"mobile billboard" や「モバイルビルボード」は「可動性のある電光掲示板」全般の呼称として用いる場合がある。この場合は可搬電光掲示板を使ったサンドイッチマンも含まれ、street backpack banners の電光掲示板バージョンとして幟（バナー）や縦長の電光掲示板を背負う者が街中を歩く。日本語で「ストリートバナーリュック看板」など称する。
広告宣伝車と全く同じ形状の車両でも、広告や宣伝ではなく交通安全の告知など非営利目的で運用する場合、そのような車両を指す日本語の用法としては、「モバイルビルボード」や「ビルボードモバイル」が確認できる。特にそれがトラックである場合は、「モバイルビルボードトラック」などと呼ばれる。
広告や宣伝を目的とする車両に限定した呼称は、英語で "advertising vehicle" 、日本語で「広告宣伝車」、中国語で「流動廣吿車」簡体字「流动广告车」「流動宣傳車」簡体字「流动宣传车」「戶外展覽車」簡体字「户外展览车」など。中国語圏は営利と非営利を区別せず、告知宣伝する消防車は「消防流動宣傳車」簡体字「消防流动宣传车」と称する。
広告や宣伝を目的とする車両がトラックである場合、英語では "advertising truck" "ad truck"をが用いる。"ad truck" の初出は、アメリカ人作家ジョン・ダルトン (en) が2004年に著した小説 "Heaven Lake (en)" の449ページ。日本語は「広告宣伝トラック」「広告トラック」「アドトラック」など称する。

## 概要
広告宣伝車は、商品やサービスを掲示・広告しながら繁華街などを繰り返し低速走行するなどによって、歩行者や通行車両などに周知することを目的としている。自動車が登場した時代から使われている古典的な方法であり、広告媒体としても古い部類に入る。1936年には米国企業オスカー・マイヤーが宣伝のために自動車「ウィンナーモービル」を採用している。日本では1909年（明治42年）に明治屋がキリンビールの宣伝のためにビール瓶の形の架装を施した自動車を採用している。
広告宣伝車は、掲示による広告を主たる目的としている点で、搬送業務を行っているトラックの荷台に商品や会社名が記されている例や、旅客輸送を行うバスが車体広告を掲載（ラッピングバスを含む）、音声による広告を主目的とする街宣車（選挙カーを含む）などは異なる。
広告宣伝車として使用される車両はトラックが一般的であり、大型トレーラーから軽トラックまで様々であるが、広告宣伝車として改造されたバスが用いられる例もある。広告される商品は、芸能・テレビ番組、ウェブサイト、性風俗、パチンコ店など多岐に亘る。
日本で広告宣伝車が運行される場合、すべての車両と同様に、道路交通法や道路運送法のほか、自治体が定める屋外広告に関する条例などに則る必要がある。運行される自動車が他の用途で使われる場合でも、外装は基準に従う必要がある。

## 架装
トラックのような車両は、車体（シャーシ）と車体に積載される装備の組み合わせで構成されている。積載される装備を「架装」といい、俗に「上物」「ボディー」ともいう。車体と架装の製造者はそれぞれに違っているのが普通で、架装は改造・改装・架装などを専門に行う業者が手掛けている。
外装が市販のままのトラックを使う場合、訴求内容の提示面としては、荷台の左右の側面が最も重要視される（■該当する画像：自民党, HKT48）。電光掲示板が普及して廉価になって以降はこのスペースに嵌め込んだり、荷台の面にかぶせて取り付けたりすることも多くなった。次に大きなスペースを確保できるのは後部の面で、通り過ぎたのに気づいて後追いする人の目や後続車からの目線を考えれば、重要なのが分かる。運転に支障がなくて人目に触れる場所であれば、わずかなスペースであっても利用されている場合が多い。車両全体におけるデザイン的バランスを事由に、許されるスペースの全てに手を加えている場合もある（■該当する画像：ライフガード, ツール・ド・フランス, うなぎパイ）。
架装を大きく作り変えることを「二次架装」というが（※そうしないのは『一次架装』）、二次架装の場合、架装の形状については、その国の道路交通規則や道路運送規則等以外の制約は無い（■該当する画像：グランドアルト, ひよこちゃん）。コンテナ型の荷台の形状に限定されない架装の形態もあり、例えば、荷台に替えてただ1枚の掲示板を真ん中に立てただけの架装や、2枚の掲示板を左右に配して互いの上辺を合わせて三角形を形作る架装、車体と密着しないリヤカー方式で牽引するもの、特殊な形状の架装など、多種多様な形態を見ることができる。
広告宣伝用の提示スペースには、ごろ以降の日本では、訴求したい内容を掲載したシートが取り付けけられる。2010年代（※2020年代も）において、シートの素材の多くは FFシート（フレキシブルフェイスシート；flexible face sheet）やターポリン であり、大型インクジェットプリンターを用いて内容が印刷されている。シートは、テントを張るような鳩目方式や、アメリカ製のクイックジップ方式などによって、提示スペースに取り付けられる。日没後の注目度を高める目的から、提示スペースの裏側に照明装置を装備していることもある。
多くの広告宣伝車には拡声装置が備え付けられ、音楽、ナレーション、キャッチフレーズなどを流す。下の画像で示した政党の遊説用アドトラックやレコード会社の移動宣伝用アドトラックには、音響設備が欠かせない。中国語でいう「流動宣傳車」はちょうどこれに当たる。
他方、3つ目にあげた画像は、ディスプレイそのものが訴求物であって、音響設備は重要でない。イベント会場に姿を見せたり、市中で目撃されたりして、話題に上がることに存在意義がある。中国語でいう「戶外展覽車」はちょうどこれに当たる。

LED方式の電光掲示板の開発と軽量化によって架装の形態にも多様性が高まったが、リモコン方式やAIを使った自動運転方式を採用することで運転席の無い車体が開発されると、企業展示会などを皮切りに市中へ投入されるようになり、架装の形態はさらに簡略化する方向へ発展しつつある。モニターと移動装置からなる「移動式掲示板」に限りなく近づいていき、今や、車輪が付いているかいないかの違いだけになっている。車輪が付いていて移動能力のある土台（※むろん、運転席などというものは無い）にLED方式のモニターを搭載した形態の「移動式掲示板」は、すでに様々な大きさと形状のものが市中で運用されており、どこからが「広告宣伝車」なのかについて、定義されてはいない。

## 批判と規制
2010年代前期の日本において、広告宣伝車が用いる広告の手法では次第に色やライトの使い方がエスカレートし、なかには風俗店の広告もあるなど、街の景観を悪化させていることが問題になった。この時期、東京都区部でも渋谷・新宿・秋葉原などといった繁華街に広告宣伝車が増加し、大型トラックの荷台に蛍光色や原色をちりばめたり眩しい照明を使ったりして若者の目を引こうとする派手な広告には、都民から苦情が相次ぐようになった。有識者による東京都の広告物審議会でも、「最近の広告宣伝車は公序良俗の面から見ても行き過ぎ」との指摘が相次いだ。このため、東京都は2011年（平成23年）3月付で「屋外広告物条例施行規則」を改正し、電車・バス業界がかねてより取り組んできた広告デザインの自主規制を広告宣伝車でも始めることとした。これは、広告宣伝車が公道での走行許可を得る際にデザイン審査を受ける制度で、118社が加入する公益社団法人「東京屋外広告協会」によるデザイン審査をパスして「審査済証」を交付されなければ区市町村からの許可が下りないという内容である。この改正条例は同年10月に施行されたが、これには罰則がなく、東京都外の広告宣伝車には適用されないなど、欠陥が指摘された。実際、事業者を対象として改正条例施行前に東京都内で開催された事前説明会でも、参加者から「（都内の繁華街を）都外ナンバーがたくさん走るようになるだけで、まじめにやっている業者の仕事が無くなる」との訴えがあった。
その後2023年に都外ナンバーへの規制を検討していることが報道され、翌年2024年6月30日、トラックの荷台などに広告を掲示する宣伝車の規制が拡大。東京都内を走行するすべての車で派手な色や過度な光を伴う装飾、LEDで映像を流すなどの広告が禁止となった。